# Weidoushan Shuiku
Weidoushan Shuiku är en reservoar i Kina. Den ligger i provinsen Hubei, i den centrala delen av landet, omkring 82 kilometer nordost om provinshuvudstaden Wuhan. I omgivningarna runt Weidoushan Shuiku växer i huvudsak blandskog.
Genomsnittlig årsnederbörd är 1 531 millimeter. Den regnigaste månaden är juli, med i genomsnitt 270 mm nederbörd, och den torraste är december, med 19 mm nederbörd.